# Phillip Barker
Pour les articles homonymes, voir Barker.
Phillip Barker, également connu sous le nom de Phil Barker est un producteur, réalisateur, décorateur et scénariste canadien de cinéma, et plus précisément de Vaudeville.

## Filmographie
- 1987 : Zoeken naar Eileen
- 1997 : The Sweet Hereafter
- 1997 : Bach Cello Suite #4 : Sarabande
- 1998 : My Own Country
- 2000 : Prelude
- 2000 : The Line
- 2002 : Arabat
- 2004 : Cavedweller
- 2005 : Where the Truth Lies
- 2005 : The River King
- 2006 : The Wicker Man
- 2007 : Camille
- 2007 : Redacted
- 2008 : Adoration
- 2013 : Devil's Knot d'Atom Egoyan (directeur artistique)